# Jaqueline Lima
Jaqueline Maria Lopes Lima (Teresina, 23 de abril de 2001) é uma jogadora de badminton brasileira do clube de badminton Joca Claudino Esportes. Ela ingressou na seleção brasileira de badminton em 2016 e, em 2017, competiu no evento de equipes mistas no Campeonato Pan-Americano de Badminton de 2017, onde a equipe conquistou a medalha de prata. Ela conquistou seu primeiro título internacional sênior no torneio Brazil International Challenge 2017, em parceria com Sâmia Lima. Lima participou dos Jogos Olímpicos de Verão da Juventude de 2018, e fez parte da equipe Theta, que conquistou a medalha de bronze no evento por equipes mistas. Nos Jogos Pan-Americanos de Lima 2019, ela conquistou duas medalhas de bronze nas provas de duplas femininas e mistas.

## Conquistas

### Jogos Pan-Americanos
Duplas femininas
| Ano  | Local                       | Parceira   | Oponentes              | Pontuação           | Resultado |
| ---- | --------------------------- | ---------- | ---------------------- | ------------------- | --------- |
| 2019 | Poliesportivo 3, Lima, Peru | Sâmia Lima | Keui-Ya Chen Jamie Hsu | 21–17, 12–21, 18–21 | Bronze    |

Duplas mistas
| Ano  | Local                       | Parceiro        | Oponentes                       | Pontuação           | Resultado |
| ---- | --------------------------- | --------------- | ------------------------------- | ------------------- | --------- |
| 2019 | Poliesportivo 3, Lima, Peru | Fabrício Farias | Joshua Hurlburt-Yu Josephine Wu | 22–20, 17–21, 13–21 | Bronze    |

### Campeonato Pan-Americano
Duplas femininas
| Ano  | Local                                   | Parceira   | Oponentes                     | Pontuação   | Resultado |
| ---- | --------------------------------------- | ---------- | ----------------------------- | ----------- | --------- |
| 2019 | Ginásio Olímpico,Aguascalientes, México | Sâmia Lima | Rachel Honderich Kristen Tsai | 17–21, 8–21 | Bronze    |

Duplas mistas
| Ano  | Local                                   | Parceiro        | Oponentes                       | Pontuação    | Resultado |
| ---- | --------------------------------------- | --------------- | ------------------------------- | ------------ | --------- |
| 2019 | Ginásio Olímpico,Aguascalientes, México | Fabrício Farias | Joshua Hurlburt-Yu Josephine Wu | 14–21, 19–21 | Prata     |

### Campeonato Pan-Americano Júnior
Duplas de meninas
| Ano  | Local                                          | Parceira   | Oponentes               | Pontuação    | Resultado |
| ---- | ---------------------------------------------- | ---------- | ----------------------- | ------------ | --------- |
| 2018 | Centro Pan-Americano de Judô, Salvador, Brasil | Sâmia Lima | Crystal Lai Wendy Zhang | 11–21, 15–21 | Bronze    |

### BWF International Challenge/Série (17 títulos, 9 vice-campeões)
Individual
| Ano  | Torneio                 | Oponente             | Pontuação           | Resultado    |
| ---- | ----------------------- | -------------------- | ------------------- | ------------ |
| 2018 | Argentina Internacional | Ruhi Raju            | 21–15, 21–18        | Vencedora    |
| 2019 | Série Brasil Futuro     | Fabiana Silva        | 11–21, 21–19, 18–21 | Vice-campeão |
| 2019 | Brasil Internacional    | Haramara Gaitan      | 21–8, 26–24         | Vencedora    |
| 2021 | Brasil Internacional    | Juliana Viana Vieira | 21–14, 23–25, 15–21 | Vice-campeão |

Duplas femininas
| Ano  | Torneio                 | Parceira   | Oponentes                                      | Pontuação           | Resultado   |
| ---- | ----------------------- | ---------- | ---------------------------------------------- | ------------------- | ----------- |
| 2017 | Brasil Internacional    | Sâmia Lima | Thalita Correa Paloma Eduardo da Silva         | 14–21, 21–19, 21–15 | Vencedora   |
| 2017 | Peru Internacional      | Sâmia Lima | Daniela Macías Dánica Nishimura                | 19–21, 20–22        | Vice-campeã |
| 2019 | Peru Internacional      | Sâmia Lima | Diana Corleto Nikté Sotomayor                  | 15–21, 16–21        | Vice-campeã |
| 2019 | Série Brasil Futuro     | Sâmia Lima | Mariana Pedrol Freitas Tamires Santos          | 21-15, 21-13        | Vencedora   |
| 2019 | Guatemala Internacional | Sâmia Lima | Daniela Macías Dánica Nishimura                | 21–19, 21–13        | Vencedora   |
| 2019 | Brasil Internacional    | Sâmia Lima | Mariana Pedrol Freitas Bianca de Oliveira Lima | 21–7, 21–10         | Vencedora   |
| 2019 | Santo Domingo Aberto    | Sâmia Lima | Camille Leblanc Alexandra Mocanu               | 21–12, 20–22, 30–29 | Vencedora   |
| 2021 | Brasil Internacional    | Sâmia Lima | Sânia Lima Júlia Viana Vieira                  | 15–21, 21–14, 21–17 | Vencedora   |
| 2021 | Aberto dominicano       | Sâmia Lima | Sânia Lima Tamires Santos                      | 21–14, 21–12        | Vencedora   |
| 2022 | Brasil Internacional    | Sâmia Lima | Diana Corleto Nikté Sotomayor                  | 21–16, 23–21        | Vencedora   |

Duplas mistas
| Ano  | Torneio                     | Parceiro        | Oponentes                       | Pontuação           | Resultado   |
| ---- | --------------------------- | --------------- | ------------------------------- | ------------------- | ----------- |
| 2018 | North Harbour Internacional | Fabrício Farias | Maika Phillips Pacote Anona     | 6–21, 25–27         | Vice-campeã |
| 2018 | Argentina Internacional     | Fabrício Farias | Ricky Liuzhou Ângela Zhang      | 21–19, 21–15        | Vencedora   |
| 2018 | Santo Domingo Aberto        | Fabrício Farias | Joshua Hurlburt-Yu Josephine Wu | 17–21, 21–16, 20–22 | Vice-campeã |
| 2019 | Peru Internacional          | Fabrício Farias | Howard Shu Paula Lynn Obanana   | 17–21, 20–22        | Vice-campeã |
| 2019 | Série Brasil Futuro         | Fabrício Farias | Artur Silva Pomoceno Sâmia Lima | 21–17, 21–16        | Vencedora   |
| 2019 | Carebaco Internacional      | Fabrício Farias | Vinson Chiu Breanna Chi         | 16–21, 14–21        | Vice-campeã |
| 2019 | Mexicano Internacional      | Fabrício Farias | Luís Montoya Vanessa Villalobos | 19–21, 19–21        | Vice-campeã |
| 2019 | Guatemala Internacional     | Fabrício Farias | Jonathan Solís Diana Corleto    | Vitória fácil       | Vencedora   |
| 2019 | Brasil Internacional        | Fabrício Farias | Francielton Farias Sâmia Lima   | 21–18, 21–18        | Vencedora   |
| 2019 | Santo Domingo Aberto        | Fabrício Farias | Francielton Farias Sâmia Lima   | 21–16, 21–16        | Vencedora   |
| 2021 | Brasil Internacional        | Fabrício Farias | Artur Silva Pomoceno Sâmia Lima | 21-19, 21-12        | Vencedora   |
| 2021 | Aberto dominicano           | Fabrício Farias | Artur Silva Pomoceno Sâmia Lima | 24-22, 21-19        | Vencedora   |

     BWF International Challenge tournament
     BWF International Series tournament
     BWF Future Series tournament